# 假银粉背蕨
假银粉背蕨（学名：Aleuritopteris subargentea），为中国蕨科粉背蕨属下的一个植物种。